# Gerhard Gröninger
Gerhard Gröninger (Paderborn, 1582 - Münster, 1652) was een Duitse beeldhouwer en architect.

## Leven en werk
Gröninger was een zoon van Gerd Gröninger en Angela Harbrink. Hij werd in het beeldhouwersvak opgeleid door zijn oudere broer Heinrich Gröninger. Hij werkte als hout- en steenbeeldhouwer in Duitsland en in de Nederlanden. Gröninger werd in 1609 burger in Münster, hier werkte hij in het atelier van beeldhouwer Hans Lacke. Hij trouwde achtereenvolgens met Anna en Gertrud, dochters van Hans Lacke. Naast beeldhouwer was Gröninger actief als bouwmeester. Tussen 1612 en 1616 bouwde hij het Kasteel Darfeld. In 1621 werd Gröninger gildemeester. Hij werkte veel voor kerken in het Bisdom Münster en maakte onder andere een hoogaltaar, drie kleinere altaren, vier epitafen en vijf beelden voor de Dom van Münster en een doopvont (1624) voor de Dom van Paderborn. 
De beeldhouwer komt van 1645 tot 1649 voor in de Nijmeegse archieven. Hij maakte in de stad onder meer twee beelden van weeskinderen voor de toegangspoort van het weeshuis  (1645) en een steen met het wapen van Nijmegen voor de Belvédère (1647). De wapensteen werd in 1888 vervangen door een kopie van Henri Leeuw sr. en Henri Leeuw jr., delen van de originele steen werden ingemetseld in het stadhuis van Nijmegen.

## Galerij

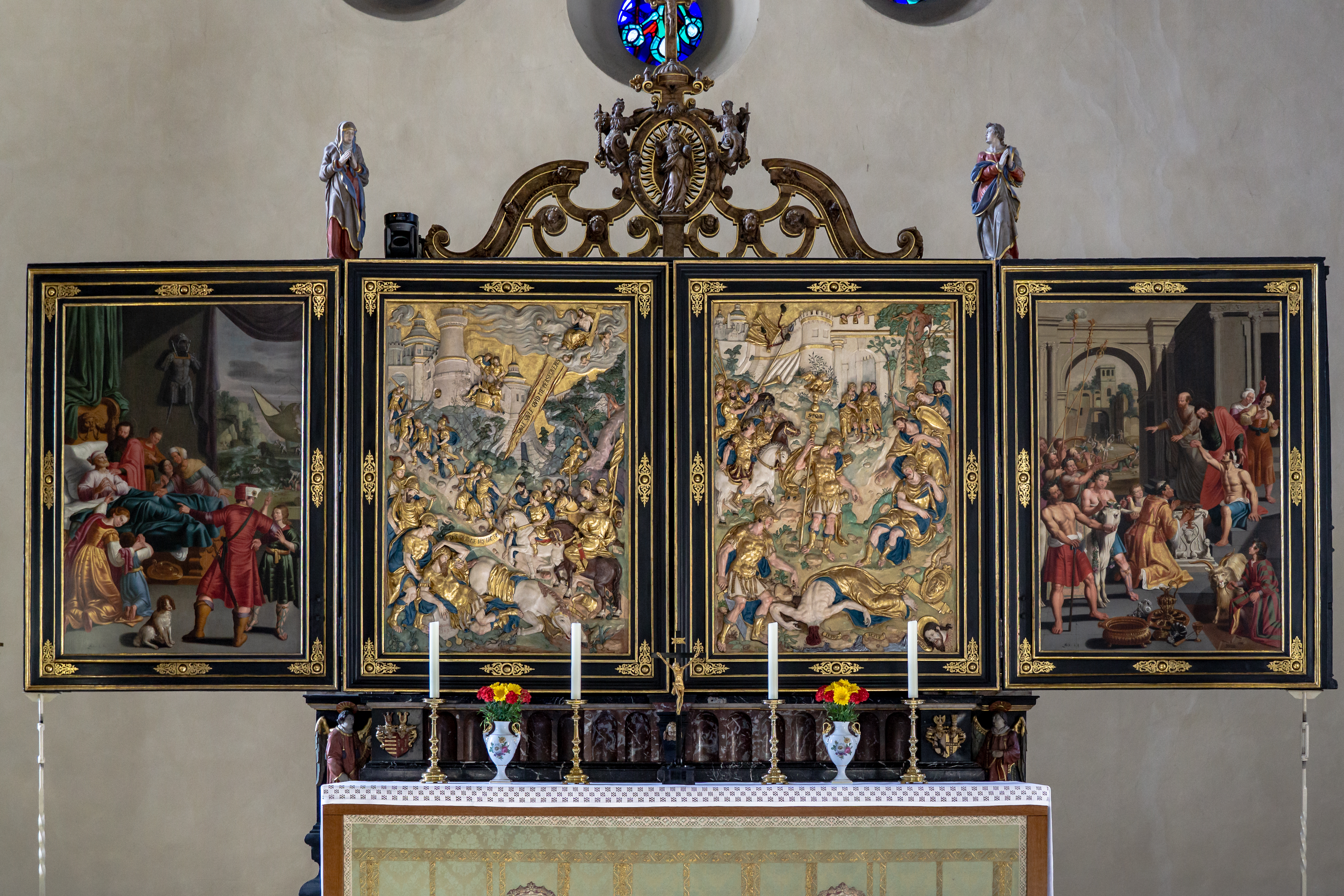
Hoogaltaar met scenes uit het leven van Paulus in de Dom van Münster. Houtsnijwerk door Gröninger en schilderwerk door Adriaen Boogaert.
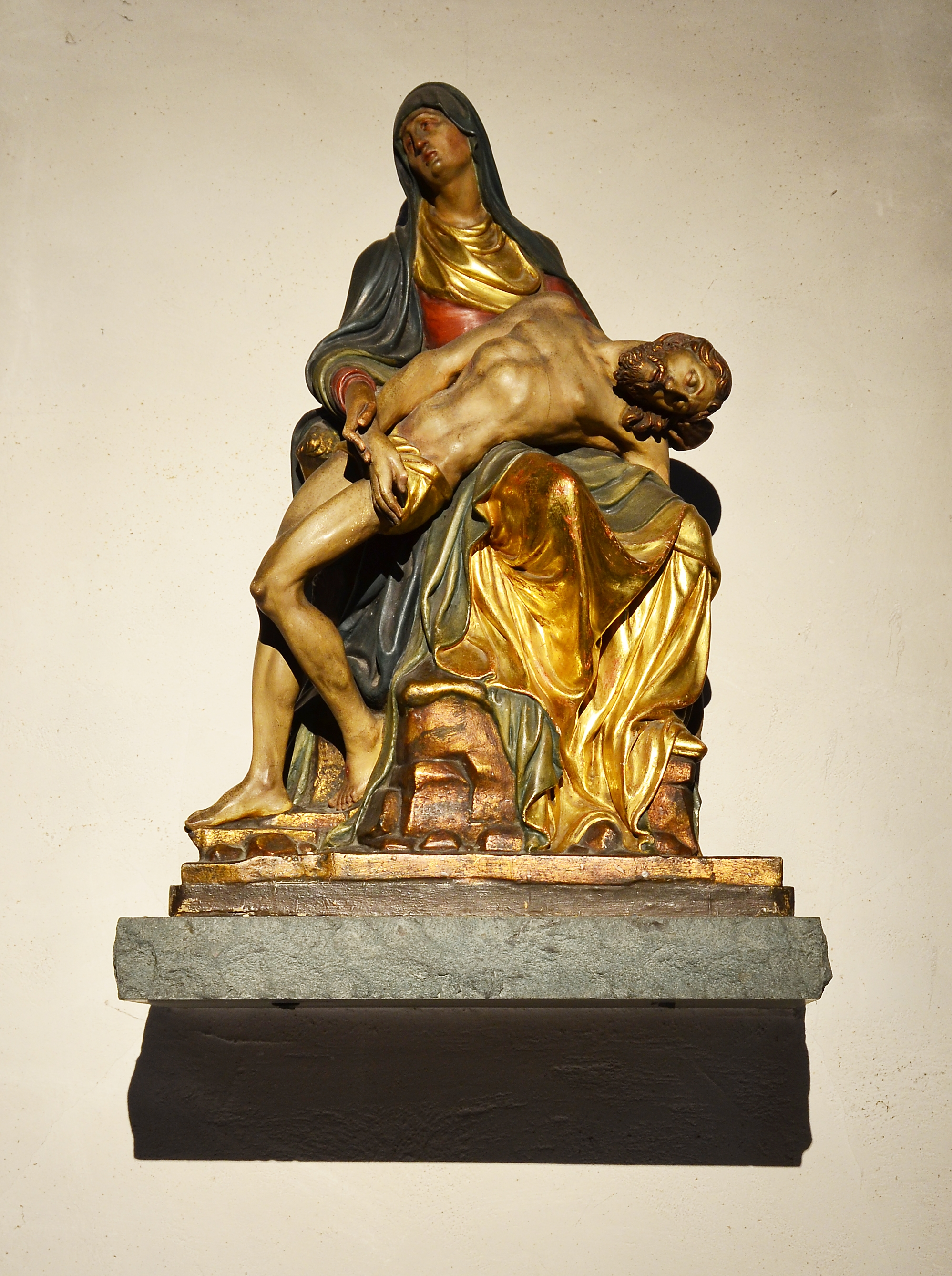
Pieta in de Sint-Walburgiskerk in Werl
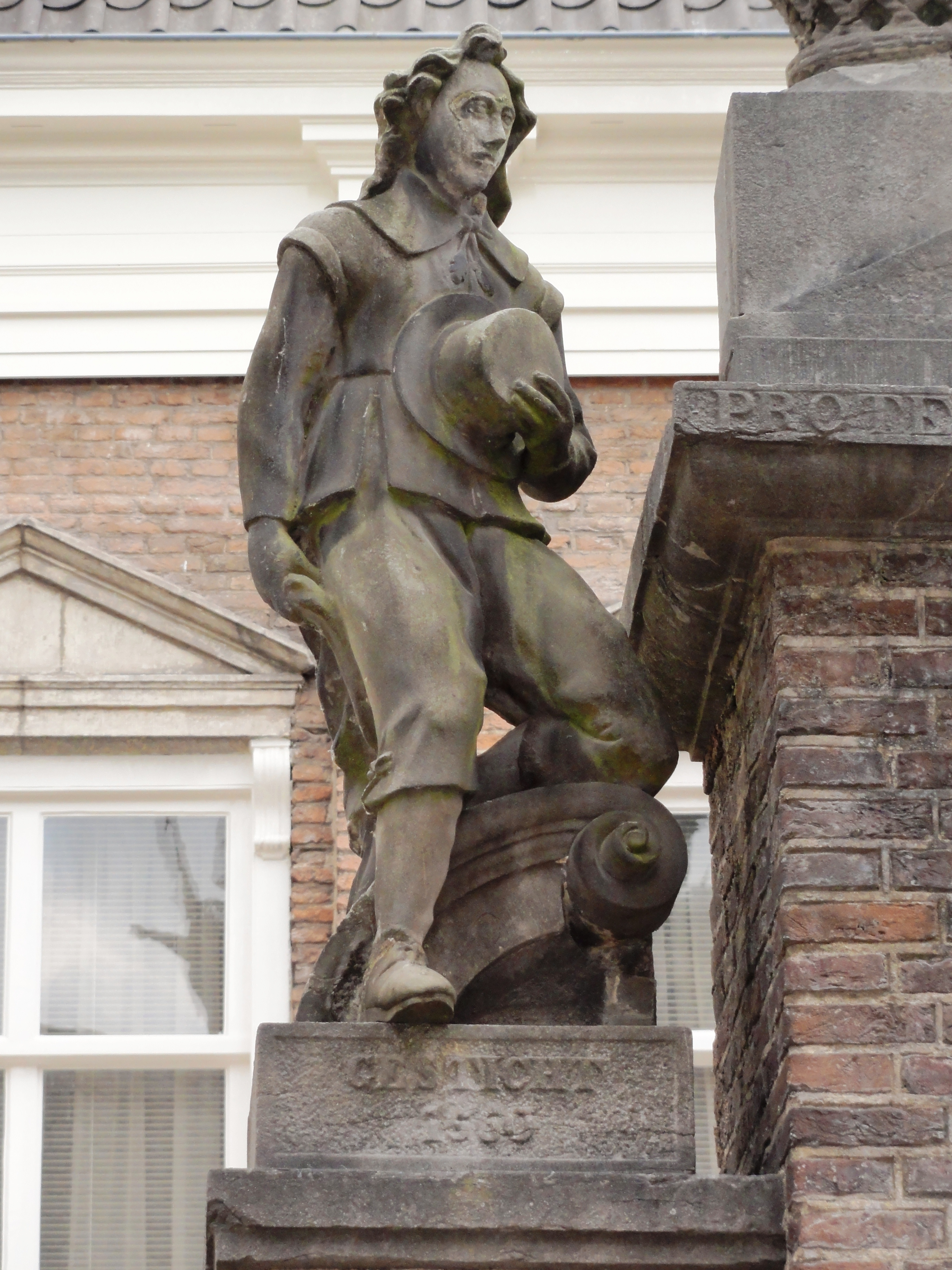
Weesmeisje in Nijmegen
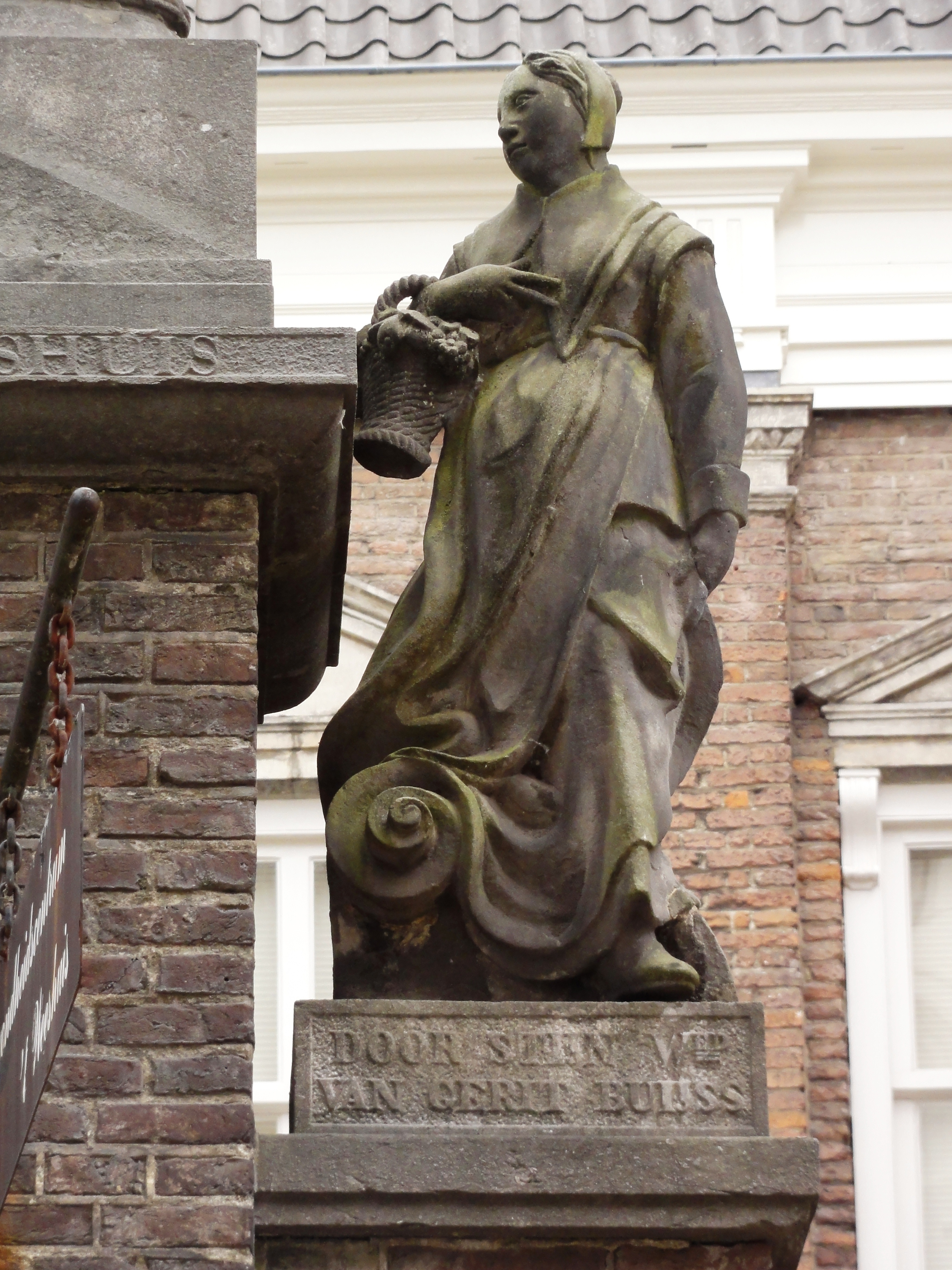
Weesmeisje in Nijmegen
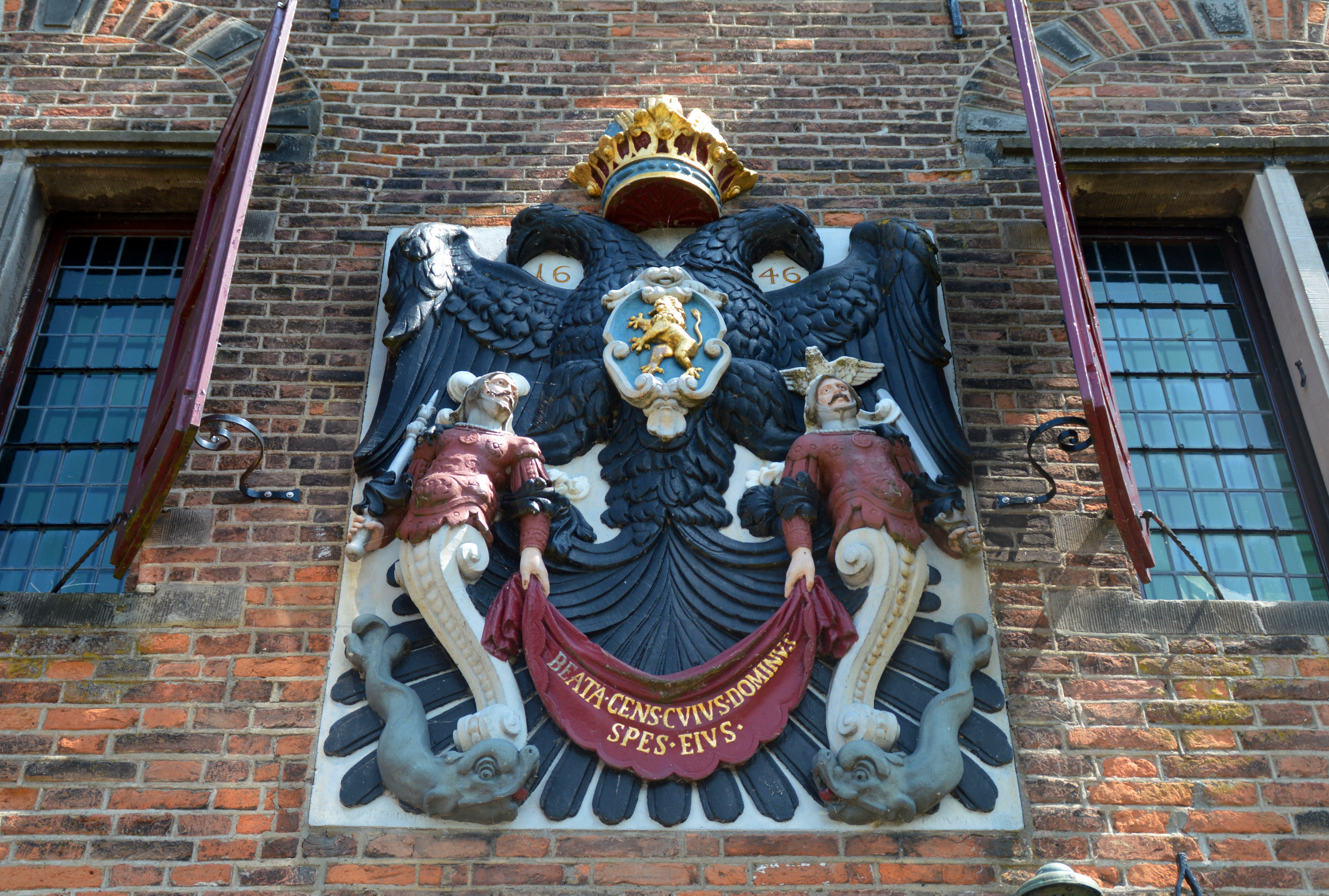
Wapen van Nijmegen (kopie uit 1888)